# Mercedes-Benz México
Mercedes-Benz México, S. de R.L. de C.V., es la  subsidiaria mexicana de la compañía automotriz alemana Mercedes-Benz con sede en la Ciudad de México. Es dirigida por Stefan Albrecht, quien asumió el cargo de CEO en 2024.

## Historia
Mercedes-Benz México nació de la empresa FAMSA (Fábrica Automotriz Mexicana SA) en 1990 con las mismas personas e instalaciones. Anteriormente, FAMSA tenía una empresa conjunta con la empresa mexicana Hermes-Group, donde Mercedes-Benz AG tenía un 20%. Hermes-Group tiene otras operaciones de fabricación de piezas automotrices en México.
FAMSA se encontraba en ese momento ensamblando camiones con motores Internacionales y Cabinas Americanas QSP. Las instalaciones de Monterrey nacieron de una empresa brasileña de fabricación de autobuses CAIO que trabajaba con la crisis mexicana en 1995. En esa época, Marcopolo, otro fabricante de carrocerías de autobuses, formó una empresa conjunta con Mercedes Benz, donde en los años 90 se ensamblaban los modelos de autobuses Viaggio y Paradiso sobre un chasis Mercedes-Benz.
Mercedes-Benz México cuenta con cuatro plantas de fabricación en:
- Santiago Tianguistenco (STMP) [1] [2] Produce los modelos de camiones medianos Business Class M2 de Freightliner; Los modelos de servicio pesado de Freightliner, incluidas la serie FLD, Century Class, Columbia y Coronado. [2] La planta ha ganado numerosos premios de calidad, incluido el premio DTNA Top Quality Award en 2006, 2007, 2009 y 2010 y el premio de implementación general TOS en 2008 y 2009.
- Monterrey [3] [4] (autobuses urbanos, interurbanos, turismo y montaje de kits CKD de vehículos de altas prestaciones) La planta de Monterrey abrió sus puertas en 1994 para la fabricación de autobuses Mercedes-Benz que continúa fabricando. La planta también fabrica el chasis y la suspensión para las clases Mercedes-Benz M y GL, que luego se envían a Tuscaloosa, Alabama. En 2009, la planta fabricó su autobús número 50.000 [5]
- Toluca [6] (Fabricación de motores, electrónica y transmisiones y ensamblaje de kits SKD de sedanes) Esta planta es una empresa conjunta con Detroit diesel y se encarga del ensamblaje y remanufactura de motores, electrónica y transmisiones para vehículos Mercedes. [7]
- Saltillo [8] [9] (fabricación completa de camiones clase 7 y 8). Esta planta se encarga de la fabricación de camiones pesados Mercedes-Benz. [7] Se les renombra como camiones Freightliner en los Estados Unidos.

## Crecimiento futuro
En 2012, el director ejecutivo de Mercedes-Benz , Dieter Zetsche, declaró que la compañía planea abrir una nueva fábrica en América del Norte y muchos expertos de la industria sugirieron que la planta estaría en México.  En 2012, el copresidente de Mercedes-Benz México, Bruno Cattori, anunció que la compañía planeaba construir una nueva fábrica en México.   En 2012, Mercedes-Benz declaró que estaban planeando con Nissan construir la nueva planta adyacente a la planta de Nissan en Aguascalientes, México, con la que también produciría modelos para la marca de lujo de Nissan, Infiniti.     Los objetivos de la nueva planta son satisfacer la creciente demanda de los mercados de automóviles de lujo mexicanos  y sudamericanos y aprovechar los acuerdos de libre comercio de México con Estados Unidos, el segundo mercado más grande de Mercedes-Benz.  México es el segundo mercado importante de más rápido crecimiento para Mercedes Benz con una tasa de crecimiento del 29,9%, sólo detrás de Japón con un 38,5%.
El 5 de marzo de 2014, Zetsche confirmó que se estaba considerando la ampliación de una planta de Nissan en México para la producción de la próxima familia de clase compacta de Mercedes-Benz. Sin embargo, también se están considerando otras opciones, afirmó Dieter Zetsche. Daimler tiene una empresa conjunta con Renault-Nissan. 
La Secretaría de Defensa ( SEDENA ) y la Secretaría de Marina ( SEMAR ) de México también construyen varios modelos de Mercedes-Benz en kits Semi Knock Down ( Clase G, Zetros y Unimog ) bajo licencia utilizando componentes de origen mexicano y alemán.

## Otra información
Mercedes-Benz México es el único representante, distribuidor y fabricante de las marcas Mercedes y Smart en México y también cubre partes de los mercados de Centroamérica y Sudamérica. Los vehículos fabricados en México se fabrican principalmente para el mercado mexicano, que ha experimentado un crecimiento en la demanda desde finales de la década de 1990, pero los vehículos Mercedes Benz fabricados en México también se venden en América del Sur y Central. A partir de 2012, los únicos vehículos Mercedes-Benz fabricados en México disponibles en los Estados Unidos son las series internacionales de camiones, autobuses y vehículos comerciales. En 2009, Mercedes Benz México / Daimler Vehículos México controlaba el 60% del mercado de vehículos comerciales de México. 

## Modelos disponibles en México
Mercedes-Benz
Sedán
- A 200 Sedán MH: motor Mild Hybrid 4 cilindros en línea de 1.3 litros turbo con 163 hp. Exterior deportivo con diseño frontal Shark Nose y resaltes Powerdome. Interior con volante deportivo multifunción, puesto de conducción de pantalla ancha con dos visualizadores y sistema multimedia MBUX.

- A 200 Sedán MH Night Edition: motor Mild Hybrid 4 cilindros en línea de 1.3 litros y 163 hp. Pintura MANUFAKTUR gris alpino estándar, línea exterior AMG y Paquete Night. Interior tecnológico con volante, asientos y pedales deportivos y visualizador táctil con sistema multimedia MBUX.

- C 200 Sport: sedán de aspecto deportivo con motor Mild Hybrid, 4 cilindros 1.5 litros turbo con 204 hp. Parrilla con patrón de estrellas en el exterior y tecnologías con asistencias de voz y conducción.

- E 200 Exclusive: con la estrella erguida sobre el capó, motor 2.0 litros Mild Hybrid de 204 hp y línea exterior EXCLUSIVE. Interior de alta calidad y digital con rutinas MBUX, sistema de sonido envolvente Burmester® 4D y calefacción de asientos.

- S 450 L 4MATIC: motor Mild Hybrid, 6 cilindros en línea de 3.0 litros, parrilla del radiador con marco en cromo y detalles en negro de alto brillo. Interior en cuero y madera con tecnología táctil y de voz, escáner de huella dactilar, climatización automática THERMOTRONIC, tablet en plazas traseras MBUX y asistencias de seguridad y conducción.

- EQE 350+: 100% eléctrico con hasta 699 kilómetros de autonomía y 292 hp. Diseño exterior aerodinámico (Purpose Design) e interior amplio con tecnología MBUX y asistencias para aparcar y de seguridad.

- EQS 450+: tracción trasera, hasta 769 kilómetros de autonomía eléctrica y 333 hp. Estética con elegancia y amplitud de sedán. Interior confortable con sistema MBUX, ENERGIZING AIR CONTROL Plus con filtro HEPA e innovadores sistemas de asistencia a la conducción y seguridad.

- EQS 580 4MATIC: tracción integral 4MATIC, 523 hp y hasta 704 kilómetros de autonomía 100% eléctrica. Exterior con estética funcional y aerodinámica. Interior tecnológico: MBUX Hyperscreen, ENERGIZING AIR CONTROL Plus con filtro HEPA y sistemas de asistencia a la conducción y seguridad.

Hatchback
- A 200 MH: con motor Mild Hybrid 4 cilindros en línea 1.3 litros turbo con 163 hp. Parrilla de radiador con Mercedes-Benz Pattern, faros LED y capó con resaltes longitudinales. Interior con volante deportivo multifunción, visualizador de medios de 10.25" y sistema multimedia MBUX.

- A 200 MH Night Edition: con motor Mild Hybrid 4 cilindros en línea 1.3 litros y 163 hp. Pintura MANUFAKTUR gris alpino estándar, línea exterior AMG y Paquete Night. Interior tecnológico con volante, asientos y pedales deportivos y visualizador táctil con sistema multimedia MBUX.

Coupé
- CLA 200 MH: motor Mild Hybrid 4 cilindros en línea 1.3 litros y una potencia de 163 hp.Techo corredizo, silueta trasera GT y parrilla con Mercedes-Benz Pattern tridimensional. Interior con asientos delanteros y volante deportivos, visualizador widescreen y sistema multimedia MBUX.

- CLE 300 4MATIC: motor de 258 hp de 2.0 litros y 4 cilindros en línea con tecnología Mild Hybrid. Silueta aerodinámica, capó con estilo “Shark Nose” y línea exterior AVANTGARDE. Interior con volante y pedales deportivos, asientos delanteros calefactados con memoria de posición y pantalla táctil vertical central de 11.9”.

SUV
- GLA 200 MH: SUV con motor Mild Hybrid, 1.3 litros, 4 cilindros en línea y 163 hp. Equipamiento exterior Progressive. Visualizadores de instrumentos totalmente digitales. Escáner de huella dactilar. Asistente de frenado activo.Transmisión automática de siete velocidades 7G-DCT.

- GLA 200 MH Night Edition: SUV con motor Mild Hybrid, 1.3 litros, 4 cilindros en línea y 163 hp. Pintura MANUFAKTUR gris alpino estándar. Línea exterior AMG y Paquete Night con detalles y embellecedores en negro. Volante deportivo multifunción y asientos deportivos. Rines de aleación ligera AMG de 19" y 5 radios dobles.

- GLB 220 4MATIC MH: SUV con motor Mild Hybrid, 2.0 litros, 4 cilindros en línea y una potencia de 190 hp. Diversos modos de conducción DYNAMIC SELECT. Tracción integral variable 4MATIC. Rines de aleación de 18” y 5 radios. Volante deportivo multifunción y transmisión automática de ocho velocidades 8G - DCT.

- GLB 220 4MATIC MH Night Edition: SUV con motor Mild Hybrid, 2.0 litros, 4 cilindros en línea y 190 hp. Pintura MANUFAKTUR gris alpino estándar. Línea exterior AMG y Paquete Night. Volante deportivo multifunción en cuero napa asientos deportivos. Rines de aleación ligera AMG de 20" en diseño de 10 radios doble.

- GLC 200 4MATIC: SUV con motor Mild Hybrid, 2.0 litros, 4 cilindros en línea y 204 hp de potencia. Cuenta con suspensión con amortiguación selectiva para asegurar la estabilidad y balance. Diseño con línea exterior AVANTGARDE. En el interior cuenta con asientos tapizados de símil de cuero ARTICO negro, volante deportivo multifunción en cuero. Transmisión automática de nueve velocidades 9G-TRONIC.

- GLC 300 4MATIC: SUV con motor Mild Hybrid de 4 cilindros, 2.0 litros, 4 cilindros y 258 hp de potencia. Potencia de 258 hp, transmisión automática 9G-TRONIC de 9 velocidades, tracción integral 4MATIC. Además, cuenta con línea exterior AMG opcional.

- GLC 300 4MATIC Coupé: SUV con Motor Mild Hybrid de 4 cilindros, 2.0 litros y 258 hp que incorpora un alternador arrancador integrado para un extra de potencia de hasta 23 hp. Elegante silueta coupé en la línea trasera descendente. Transmisión automática 9G-TRONIC de 9 velocidades, tracción integral 4MATIC.

- GLC 300 4MATIC Coupé AVANTGARDE: SUV con silueta coupé en la parte trasera. Motor Mild Hybrid de 4 cilindros, 2.0 litros y 258 hp. Interior con línea AVANTGARDE que posee detalles de diseño exclusivo. Transmisión automática 9G-TRONIC de 9 velocidades. Escáner de huella dactilar para acceder a perfiles.

- GLC 350 e 4MATIC with EQ Hybrid Technology: SUV con dos motores: motor de combustión de 4 cilindros en línea, 2.0 litros con 204 hp. Motor eléctrico con potencia de 156 hp y autonomía de hasta 129 km. Cuenta con programas de conducción exclusivos para híbridos enchufables.

- GLC 350 e 4MATIC with EQ Hybrid Technology Coupé: SUV con silueta estilo coupé en la parte trasera y línea exterior AMG. Posee dos motores: motor de combustión 4 cilindros, 2.0 litros con 204 hp. Motor eléctrico con potencia de 156 hp y autonomía de hasta 129 km. Cuenta con programas de conducción exclusivos para híbridos enchufables.

- GLE 450 4MATIC Sport es una SUV equipada con un motor de 6 cilindros en línea, 3.0 litros y turbocompresor, que desarrolla una potencia de 381 hp. Incorpora un sistema de propulsión Mild Hybrid, que utiliza un alternador-arrancador integrado (ISG) capaz de aportar hasta 20 hp adicionales en determinadas condiciones de funcionamiento. Cuenta con transmisión automática de nueve velocidades 9G-TRONIC y tracción integral 4MATIC. En cuanto al diseño, cuenta con elementos de la línea exterior AMG, y en el interior ofrece un sistema de iluminación ambiental con hasta 64 colores.

- GLE 450 4MATIC Coupé Sport es una SUV, con un diseño de carrocería coupé. Está equipada con un motor de 6 cilindros en línea, con una cilindrada de 3.0 litros y turbocompresor, que desarrolla una potencia de 381 hp. Incorpora un sistema de propulsión Mild Hybrid, que utiliza un alternador-arrancador integrado (ISG), capaz de proporcionar hasta 20 hp adicionales en determinadas condiciones de funcionamiento. Cuenta con transmisión automática de nueve velocidades 9G-TRONIC y tracción integral 4MATIC. El diseño incluye la línea exterior AMG, mientras que el interior ofrece un sistema de iluminación ambiental con hasta 64 colores.

- GLE 400 e 4MATIC with EQ Hybrid Technology es una SUV con sistema de propulsión híbrido enchufable (Plug-in Hybrid). Está equipada con un motor de cuatro cilindros en línea 2.0 litros, que desarrolla una potencia de 252 hp, complementado por un sistema eléctrico que permite una autonomía de hasta 89 kilómetros en modo completamente eléctrico. Cuenta con transmisión automática de nueve velocidades 9G-TRONIC y tracción integral 4MATIC. En el interior, presenta asientos tapizados en símil de cuero ARTICO en color negro y techo interior revestido en tela color gris cristal.

- GLS 450 4MATIC MH: SUV con motor Mild Hybrid de 6 cilindros en línea, 3.0 litros, que desarrolla una potencia de 381 hp. Tracción integral 4MATIC para adaptarse a diversas situaciones de conducción. Navegación realidad aumentada y sistema multimedia MBUX. Transmisión automática de 9 velocidades 9G-TRONIC.

- EQA 300 4MATIC es una SUV que cuenta con dos motores eléctricos y tracción integral 4MATIC. Este sistema incorpora la tecnología Torque Shift, que permite distribuir el par motor de forma variable y progresiva entre el eje delantero y el eje trasero, en función de la demanda, las condiciones del camino y la situación de conducción. El vehículo ofrece diversos modos de conducción y dispone de una función de preclimatización, que permite ajustar la temperatura del habitáculo antes de iniciar la marcha. También incluye el sistema de navegación con realidad aumentada MBUX y asistente activo de frenado que contribuye a la seguridad en situaciones de tráfico.

- EQB 300 4MATIC: SUV eléctrica con dos motores eléctricos, tracción integral 4MATIC, autonomía de hasta 468 km. Diversos modos de conducción. Tercera fila de asientos para 2 personas. Realidad aumentada para navegación MBUX.

- EQE 350+ SUV: SUV eléctrica con un motor en el eje trasero de 292 hp de y 565 Nm de torque. Dirección del eje trasero para facilitar las maniobras en espacios reducidos y dominio en curvas y rectas. Autonomía de hasta 639 km. Proyección del logotipo de Mercedes-Benz en el piso al abrir la puerta. Sistema multimedia MBUX con pantalla OLED de 12.8”.

- EQS 580 4MATIC SUV: SUV eléctrica con potencia de hasta 544 hp y aceleración de 0 a 100 km/h en 4.6 segundos. Cuenta MBUX Hyperscreen, una gran pantalla para visualización y gestión de funciones. Autonomía aproximada de hasta 692 km. Amplio interior con 3 filas de asientos para hasta 7 pasajeros.

- G 580 with EQ Technology EDITION ONE: SUV todoterreno eléctrica. Motor de 587 hp y aceleración de 0 a 100 km/h en 4.7 segundos. Diversos modos de conducción, sistema de accionamiento eléctrico para superar pendientes inclinadas con un ángulo de hasta 45°. Cuenta con tecnología G-TURN que permite girar el vehículo en su propio eje.

Mercedes-AMG
Sedán
- Mercedes-AMG A 35 4MATIC Sedán MH: con motor AMG L4 2.0 litros, Mild Hybrid y una potencia total de 306 hp; acelera de 0 a 100 km/h en 4.8 s. El exterior luce parrilla con perfiles verticales, faldón delantero y resaltes longitudinales AMG. Interior confortable con asientos deportivos, cinturones de seguridad rojo MANUFAKTUR y volante AMG Performance. Sistema multimedia MBUX con visualizador central y sistema de sonido Advanced con 10 altavoces.

- Mercedes-AMG C 43 4MATIC: con su motor AMG L4 2.0 litros y potencia 408 hp acelera de 0 a 100 km/h en 4.3 s. El exterior es deportivo con acabados de cromo y nueva carrocería AMG. En su interior, confort y carácter con acabados rojos en los asientos, pedales y volante AMG deportivos. Además, cuenta con sistema de Sonido Surround Burmester® 3D y dos pantallas con experiencia MBUX.

- Mercedes-AMG C 63 S E PERFORMANCE: deportivo 4 puertas con tecnología híbrida E PERFORMANCE de carreras profesionales, otorga 476 hp para el motor de combustión en el eje delantero y 204 hp para el motor eléctrico en el eje trasero. Acelera de 0 a 100 km/h en 3.4 segundos. El interior cuenta con volante AMG, Head-up Display, asientos AMG Performance y pantalla de 11.9” con sistema multimedia MBUX.

- Mercedes-AMG E 53 Hybrid 4MATIC+: combina un motor de combustión L6 de 3.0 litros con uno eléctrico de 163 hp y otorga una potencia máxima de 575 hp, acelerando de 0 a 100 km/h en 4 s. Exterior con parrilla del radiador específica AMG, perfil aerodinámico AMG y rines de 20”. El interior deportivo cuenta con MBUX Superscreen (2 pantallas bajo un mismo cristal) y Sistema de Sonido Surround Burmester® 4D con 17 altavoces con calidad Dolby Atmos®.
- Mercedes-AMG EQE 53 4MATIC+: sedán 100% eléctrico, con potencia de 625 hp y aceleración de 0 a 100 km/h en 3.5 segundos. Brinda una autonomía de hasta 520 km e incluye AMG TRACK PACE que muestra una selección de datos telemétricos en tiempo real. Exterior con parrilla Black Panel, perfil aerodinámico AMG y rines de 20”. Interior con volante AMG Performance, MBUX Hyperscreen y tecnología ENERGIZING AIR CONTROL Plus.

- Mercedes-AMG EQS 53 4MATIC+: tiene una potencia de 658 hp y una autonomía de hasta 590 km. Este potente sedan acelera de 0 a 100 km/h en 3.8 s. Exterior deportivo con detalles específicos AMG y rines de 21”. Interior deportivo y confortable con asientos con apoyo lumbar, volante AMG Performance en napa y pedales de acero inoxidable cepillado. Cuenta con MBUX Hyperscreen y sistema de seguridad PRE-SAFE

Hatchback
- Mercedes-AMG A 35 4MATIC MH: motor AMG L4 2.0 litros con 306 hp y tecnología Mild Hybrid. Acelera de 0 a 100 km/h en 4.7 s. Exterior con parrilla específica AMG, resaltes longitudinales y emblema AMG sobre el capó. En su interior, asientos deportivos, cinturones de seguridad rojo MANUFAKTUR y volante AMG Performance con botones AMG. Sistema multimedia  MBUX con visualizador central y Sistema de sonido Advanced con 10 altavoces.

- Mercedes-AMG A 45 S 4MATIC+: con motor AMG L4 de 2.0 litros y potencia de 421 hp, acelera de 0 a 100 km/h 3.9 s. Diseño exterior con resaltes longitudinales sobre el capó, parrilla de radiador específica y techo corredizo panorámico. El interior con asientos deportivos en cuero bicolor red pepper/negro, volante AMG Performance, visualizador central con sistema multimedia MBUX y Sistema de sonido Surround Burmester® con tecnología Dolby Atmos® y 12 altavoces.

Coupé
- Mercedes-AMG CLA 35 4MATIC MH: motor L4 2.0 litros, acelera de 0 a 100 km/h en 4.9 s. Diseño exterior deportivo luce parrilla específica AMG, splitter en cromo plateado, tomas de aire laterales con aletas y detalles en negro brillante y resaltes longitudinales “powerdome”. En el interior, volante deportivo multifunción en napa de sección inferior plana, asientos deportivos con reposacabezas y pedales de acero inoxidable. Tecnológico y confortable, con visualizador de cuadro de instrumentos y central con sistema multimedia MBUX, sistema de sonido advanced con 10 altavoces y climatización automática THERMOTRONIC

- Mercedes-AMG CLA 45 S 4MATIC+: motor L4 2.0 litros y 306 hp, acelera de 0 a 100 km/h en 4.1 s. Su exterior incluye el vistoso Paquete Night, splitter frontal del color de la carrocería y faldón delantero específico AMG con grandes tomas de aire laterales. Por dentro, cinturones de seguridad MANUFAKTUR rojos, pedales deportivos AMG de acero inoxidable cepillado, con visualizador de cuadro de instrumentos digital y otro central con sistema multimedia MBUX. Además,  Sistema de sonido Burmester® con 12 altavoces y climatización automática THERMOTRONIC, escáner de huella dactilar y asientos delanteros con ajuste eléctrico y función de memoria.

- Mercedes-AMG CLE 53 4MATIC+: motor Mild Hybrid 6 cilindros de 3.0 litros y 449 hp. Acelera de 0 a 100 km/h en 4.2 s. Cuenta con AMG TRACK PACE para registrar vueltas y sprints. Exterior con parrilla con perfiles verticales, resaltes “powerdome”, techo corredizo panorámico y embellecedores de tubo de escape dobles redondos en cromo. En su interior, asientos deportivos, volante AMG Performance en napa y visualizador central con sistema multimedia MBUX con Sistema de sonido surround Burmester® 3D con 17 altavoces y tecnología Dolby Atmos®. Además, pinturas MANUFAKTUR.

- Mercedes-AMG GT 53 4MATIC+ (4-Door): coupé con motor 6 cilindros en línea con una potencia de 435 hp, acelera de 0 a 100 km/h en 4.5 s. Exterior con parrilla de radiador específica AMG, ventanillas sin marco, faros MULTIBEAM LED y resaltes "powerdome" en el capó. En el interior, volante y teclas AMG, visualizador con sistema multimedia MBUX y sistema de sonido envolvente Burmester® high end 3D surround con 23 altavoces.

- Mercedes-AMG GT 63 S E PERFORMANCE (4-Door): motor AMG V8 Biturbo potencializado con la revolucionaria tecnología híbrida E PERFORMANCE con sistema de batería ultraligera refrigerada de la pista de carreras. Con 843 hp, acelera de 0 a 100 km/h en 2.9 segundos. Diseño exterior coupé de 4 puertas, parrilla específica AMG, salida doble de escape y rines AMG de 21”. Por dentro, volante y asientos AMG Performance, sistema multimedia MBUX y consola extendida en la parte trasera High Class.

- Mercedes-AMG GT 63 S E PERFORMANCE (2-Door): con un motor 4.0 L V8 biturbo de 612 hp y otro eléctrico de 204 hp, acelera de 0 a 100 km/h en 2.8 s. Cuenta con transmisión AMG SPEEDSHIFT de 9 velocidades y Sistema de frenos cerámicos AMG. Exterior con parrilla Panamericana, Paquete Night y faldón delantero dinámico con voluminosas tomas de aire. Interior con volante AMG Performance con 3 radios dobles, asientos AMG Performance con reposacabezas e insignia AMG, techo interior MANUFAKTUR, sistema multimedia MBUX y Sistema de sonido Burmester® High-End 3D con 15 altavoces.

Roadster
- Mercedes-AMG SL 55 4MATIC+: motor V8 de 4.0 litros con 476 hp y 700 Nm, acelera de 0 a 100 km/h en 3.9 segundos. Diseño exterior con paquete AMG Night y paquete aerodinámico AMG se descapota en 15 s. En su interior, asientos y volante AMG Performance, sistema multimedia MBUX y configuración 2+2. Además, Sistema de sonido surround Burmester® High-End 3D, visualizador central y Paquete ENERGIZING.

SUV
- Mercedes-AMG GLA 35 4MATIC MH: con motor L4 2.0 litros de 306 hp, transmisión automática de ocho velocidades AMG SPEEDSHIFT de 8 velocidades y aceleración de 0 a 100 km/h en 5.2 segundos. Cuenta con escáner de huella digital para activar perfil personal. En el interior cuenta con tapizado en símil de cuero ARTICO / microfibra negra MICROCUT con costuras rojas de contraste. Volante AMG Performance de cuero napa, con sección plana y paneles de control táctiles, levas de cambio de aluminio en el volante y teclas AMG.

- Mercedes-AMG GLB 35 4MATIC MH: con motor AMG 4 cilindros y 2.0 litros con turbocompresor, transmisión AMG SPEEDSHIFT de 8 velocidades, potencia de 306 hp y aceleración de 0 a 100 km/h en 5.5 segundos. Cuenta con diseño exterior AMG, rines de aleación AMG de 19” y spoiler del techo AMG. En el interior, una pantalla central táctil de 10.25” con sistema multimedia MBUX y la posibilidad de navegar con realidad aumentada y comando de voz para gestionar funciones.

- Mercedes-AMG GLC 43 4MATIC: con motor turbo L4 de 2.0 litros, transmisión AMG SPEEDSHIFT de 9 velocidades y potencia de 421 hp con aceleración de 0 a 100 km/h en 4.8 segundos. Tanto en el exterior como en el interior, cuenta con Kit estético AMG para brindar un look deportivo. El sistema de sonido Burmester® posee 15 altavoces para generar un sonido envolvente 3D. A nivel de seguridad, posee 7 bolsas de aire que incluye: frontales, de ventanilla, laterales y una de rodilla para el conductor.

- Mercedes-AMG GLC 43 4MATIC Coupé: con diseño exterior estilo coupé en la parte trasera. Motor Mild Hybrid, potencia de 421 hp para una aceleración de 0 a 100 km/h en 4.8 segundos. Dispone de dirección en el eje trasero para optimizar el control en curvas y la maniobrabilidad en espacios reducidos, así como de transmisión AMG SPEEDSHIFT de 9 velocidades. Cuenta con amortiguación adaptativa, sistema multimedia MBUX con control por voz y lector de huella dactilar para personalizar y gestionar funciones.

- Mercedes-AMG GLE 53 4MATIC+ MH: motor Mild Hybrid L6 3.0 litros turbo, con potencia de 435 hp y aceleración de 0 a 100 km/h en 5.0 segundos. El sistema Mild Hybrid incorpora un sistema para generar hasta 22 hp adicionales. Dispone de transmisión automática de doble embrague de nueve velocidades, sistema de escape AMG Performance con sonoridad ajustable, frenos de alto rendimiento AMG con discos de material compuesto y volante AMG Performance de última generación con sección inferior plana y controles táctiles. El sistema multimedia MBUX ofrece funciones de navegación con realidad aumentada.

- Mercedes-AMG GLE 53 HYBRID 4MATIC+: con motor L6 3.0 litros turbo y 449 hp de potencia sumado a uno eléctrico de 136 hp, acelera de 0 a 100 km/h en 4.7 s. Exterior con parrilla del radiador específica de AMG. barras longitudinales en el techo y resaltes “Powerdome”. Adentro, cuenta con puesto de conducción con pantalla ancha con sistema multimedia MBUX, asientos en napa AMG negro, climatización automática THERMOTRONIC y de los asientos  delanteros y escáner de huella.

- Mercedes-AMG GLE 53 HYBRID 4MATIC+ Coupé: motor L6 3.0 litros turbo con 449 hp con otro eléctrico de 136 hp, acelera de 0 a 100 km/h en 4.7 s. Exterior con Perfil aerodinámico AMG, parrilla específica AMG, resaltes “Powerdome” y Paquete AIRMATIC (sistema de suspensión inteligente). Por dentro, asientos en Napa AMG negro, climatización automática THERMOTRONIC y de los asientos  delanteros y escáner de huella.

- Mercedes-AMG GLE 63 S 4MATIC+ Coupé MH: equipada con motor Mild Hybrid V8 biturbo 4.0 litros y 612 hp, que acelera de 0 a 100 km/h en 3.9 segundos. Cuenta con sistema boost que añade hasta 22 hp adicionales, transmisión automática AMG SPEEDSHIFT de 9 velocidades, y programas de conducción accesibles desde las teclas del volante. Incluye rines AMG de 22", volante AMG Performance con controles táctiles, iluminación interior ambiental de hasta 64 colores y sistema de navegación MBUX con realidad aumentada.

- Mercedes-AMG G 63: SUV deportiva todoterreno con motor V8 biturbo de 4.0 L y 585 hp, acelera de 0 a 100 km/h en 4.4 s. Incluye tracción AMG 4MATIC+, suspensión adaptativa, tres bloqueos de diferencial y sistema de sonido Burmester® Dolby Atmos® e iluminación de 64 colores. Posee programas de conducción especialmente para modo todoterreno.

- Mercedes-AMG EQE 53 4MATIC+ SUV: deportiva y 100% eléctrica con 625 hp y tracción integral 4MATIC+, acelera de 0 a 100 km/h en 3.7 s. Dirección trasera para agilidad y maniobrabilidad, rines AMG de 21”, volante en napa con teclas AMG, interior en fibra de carbono y sistema de navegación MBUX con realidad aumentada. Posee un completo sistema de seguridad, entre los cuales se destaca la función PRE-SAFE que realiza ajustes ante posibles colisiones y diversos airbags y windowbag para ventanillas laterales.

Mercedes-Maybach
Sedán
- Mercedes-Maybach S 680 4MATIC SUV: motor V12 con potencia de 612 hp y 900 Nm de torque. Acelera de 0 a 100 km/h en 4.5 segundos. Cuenta con él programa de conducción exclusivo «Maybach» para DYNAMIC SELECT que ofrece confort mejorado a los ocupantes de las plazas traseras. Exterior con parrilla del radiador con 27 barras verticales en cromo de alto brillo y distintivo «Maybach», embellecedores de la salida de escape cromados específicos de Maybach, luces traseras divididas y rines de aleación Maybach de 19” pulidos a alto brillo. Interior con Sistema de sonido surround Burmester® High-End 4D con 31 altavoces, masaje de pantorrillas, paquete AIR-BALANCE y ENERGIZING y tablet para las plazas traseras First Class.

SUV
- Mercedes-Maybach GLS 600 4MATIC: motor V8 4.0 litros con 557 hp de potencia, diseño exterior con parrilla del radiador con perfiles verticales cromados brillantes y estrella Mercede-Benz erguida sobre el capó, adornos cromados, distintivos y emblemas Maybach. Con el estribo extensible eléctricamente se ingresa a un habitáculo de estética atemporal con asientos First Class traseros y persianas eléctricas. Cuenta con 1 tablet en las plazas traseras, paquetes ENERGIZING Plus y AIR BALANCE y Sistema de sonido surround Burmester® High-End 3D.

- Mercedes-Maybach EQS 680 SUV: totalmente eléctrica con 658 hp de potencia, acelera de 0 a 100 km/h en 4.4 segundos y tiene una autonomía de hasta 635 km. El exterior luce parrilla del radiador Black Panel específica de Mercedes-Maybach con tirantes verticales, estrella Mercedes-Benz sobre el capó y detalles exclusivos como las manijas enrasadas y el alerón de techo en negro brillante con listón de adorno en cromo brillante. Por dentro, MBUX Hyperscreen, Sistema de sonido envolvente 4D Burmester® surround con 15 altavoces, tablet para las plazas traseras, plazas traseras First Class y paquetes de climatización automática y purificación del aire.